# Bak Paoh
Bak Paoh is een bestuurslaag in het regentschap Aceh Jaya van de provincie Atjeh, Indonesië. Bak Paoh telt 1189 inwoners (volkstelling 2010).